# Jean-Charles Gross
Pour les articles homonymes, voir Gross.
 (août 2013).
Si vous disposez d'ouvrages ou d'articles de référence ou si vous connaissez des sites web de qualité traitant du thème abordé ici, merci de compléter l'article en donnant les références utiles à sa vérifiabilité et en les liant à la section « Notes et références ».
Jean-Charles Gross est un général français né à Oran le 2 novembre 1889 et décédé à Paris le 27 février 1965.

## Parcours
Après Saint-Cyr (promotion de La Moskowa), sous-lieutenant, il participe à la première bataille de la Marne et notamment aux combats dans les marais de Saint-Gond et à l'assaut du château de Mondement. Il prit alors le commandement de la 16e compagnie du 3e régiment de zouaves dont le capitaine Bordes-Pages avait été tué. Nommé au grade de capitaine à la fin de l'année 1914 à l'âge de 25 ans, il est fait chevalier de l'ordre de la Légion d'honneur sur le champ de bataille
Pendant la Seconde Guerre mondiale, il est sous-chef d'état-major du général Juin à Alger et prend une part active à la reconstitution de l'armée d'Afrique[réf. nécessaire]. Il est nommé général de brigade en août 1943. Il suit le général Juin pendant la campagne d'Italie[réf. souhaitée]. Il est alors nommé en 1944 commandant à Naples de la base d'opérations du corps expéditionnaire français en Italie, puis en Provence de celle de l'armée de de Lattre.
Le 20 août 1944 il participe au débarquement de Cavalaire à partir du navire amiral américain Elisabeth Benton[réf. souhaitée].
En février 1945, il reçoit le commandement de la région territoriale du Liban, des troupes du Liban et de la Division côtière.
Il est placé en deuxième section et nommé au grade de général de division en juillet 1946.
Après la guerre il se consacre à la politique au côté du général de Gaulle. Élu du 15e arrondissement de Paris, il est dans les années 50 vice-président du conseil municipal de Paris et conseiller général de la Seine.

## Décorations
- Commandeur de la Légion d'honneur
- Croix de guerre 1914–1918
- Croix de guerre des Théâtres d'opérations extérieurs
- Titulaire de nombreuses décorations françaises et étrangères